# Єпархія Сьйону
Діоцезія Сьйону (Dioecesis Sedunensis, Diocèse de Sion, Bistum Sitten) — латинська католицька церковна адміністративно-територіальна одиниця (діоцезія) у кантоні Вале, Швейцарія. Це найстаріша єпархія у країні та одна з найстаріших на північ від Альп. Історія єпископів Сьйону, Абатства Святого Маврикія та Вале в цілому тісно переплетені.

## Історія

### Рання історія
Єпископська кафедра була заснована в Октодуріумі, нині відомому як Мартіньї, столиці римської провінції Альп Пеннінських.
Першим історично достовірним єпископом був святий Теодор/Теодул (помер у 391 році), який був присутній на Аквілейському соборі у 381 році. Він заснував абатство Святого Маврикія з невеликою церквою на честь святого Маврикія, замученого тут близько 300 року, коли об’єднав місцевих відлюдників у спільне життя. Так було започатковано абатство Святого Маврикія — найстаріше на північ від Альп. Теодор відбудував церкву в Сіоні, яку було зруйновано імператором Максиміном на початку IV століття. Спочатку нова дієцезія була суфраганною по відношенню до архідієцезії В'єннської, згодом — до Тарантезької.
У 589 році єпископ св. Геліодор переніс кафедру до Сіона, залишивши низинне місце Октодуріум, схильне до повеней, у місці, де Дранс впадає в Рону. Хоча часто ранні єпископи були також абатами абатства Святого Маврикія, монастирська спільнота ревно стежила за тим, щоби єпископи не розширювали свою юрисдикцію на абатство. Декілька єпископів поєднували обидві посади: Вільхарій (764–780), раніше архієпископ В'єннський, якого вигнали маври; св. Альтей, який отримав від папи буллу про звільнення монастиря від єпископської влади (780); Еймо II, син графа Гумберта I Савойського, який приймав папу Лева IX у Сен-Морісі 1049 року. 

### Князі-єпископи

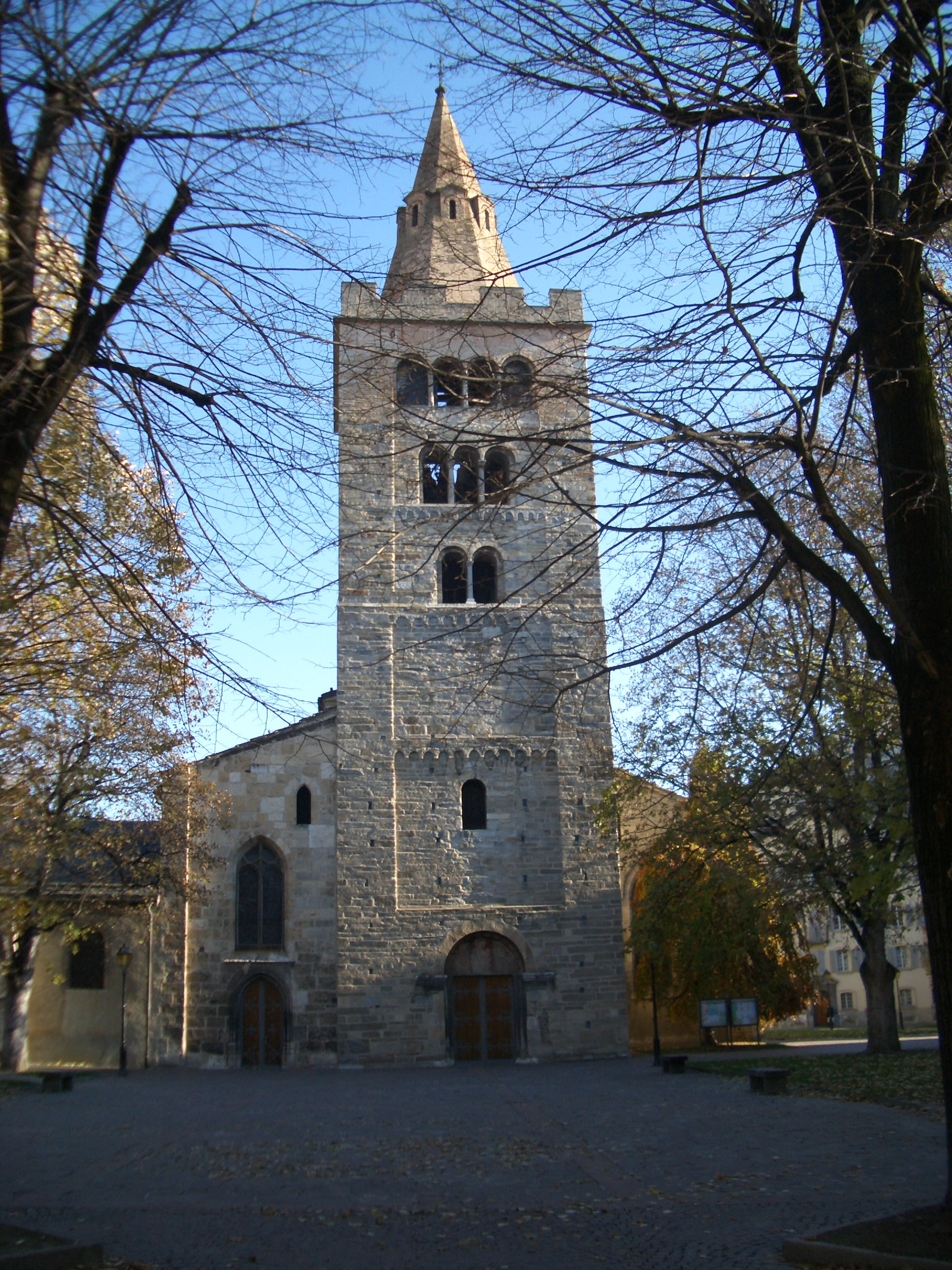
Собор Богоматері дю Ґлар'є

Близько 999 року останній король Верхньої Бургундії, Рудольф III, передав графство Вале єпископу Гуго (998–1017); це об'єднання духовної та світської влади зробило князя-єпископа найвпливовішим правителем долини Верхньої Рони — регіону, який називається Вале. Використовуючи цей дар як основу, сіонські єпископи розширювали свою світську владу, і релігійна метрополія долини стала також політичним центром. Проте таке поєднання двох влад призвело до жорстоких конфліктів у наступні століття. Адже якщо духовна юрисдикція єпископа як єпископа Сіонського поширювалася на всю долину Рони вище Женевського озера, то графство Вале охоплювало лише верхню частину долини — до злиття річок Тріан і Рона. Намагання сіонських єпископів розширити свою світську владу вниз по долині Рони зазнавали жорсткого й успішного опору з боку абатів Сен-Моріса, які володіли великими маєтками в Нижньому Вале.
У середньовіччі єпископами Сіону зазвичай ставали молодші сини знатних родин Савої та Вале, і часто ресурси єпископства втягувалися в родинні чвари. Крім того, князі-єпископи систематично зустрічали опір з боку дрібних феодалів Вале, які сиділи в укріплених замках на скелях і намагалися уникнути влади єпископа, що одночасно був і графом, і префектом Священної Римської імперії. Особливо у XIV–XV століттях значну роль у цих традиційних конфліктах відігравали заможні селянські громади Верхнього Вале, які пізніше дістали назву Зібен Цендн (тобто «сім десятин»). Вони поступово здобували політичні права в обмін на підтримку, починаючи з успішного повстання 1415–1420 років.
Єпископ Вільгельм IV де Рарон (1437–1457) був змушений відмовитися від цивільної та кримінальної юрисдикції над «зібен цендн» згідно з Натерським миром 1446 року, а повстання змусило єпископа Йоста фон Зілінена (1482–1496) втекти з дієцезії. У 1428–1447 роках у регіоні вирували відьомські процеси у Вале.
Сіон і округ Вале постійно втягувалися у ширші політичні конфлікти. Вальтер II фон Зуперзаксо (1457–1482) брав участь у битвах швейцарців проти Карла Сміливого з Бургундії та його союзника — герцога Савойського, і в 1475 році вони вигнали Савойський дім з Нижнього Вале.
Зв'язаний зі Старою Швейцарською конфедерацією з XV століття, регіон Вале довго залишався поділеним між профранцузькою партією (представленою Георгом фон Зуперзаксо) і союзом Бургундії та Мілану, до якого приєднався впливовий кардинал Маттеус Шінер (1465–1522), єпископ Сіону. Шінер настільки боявся французького панування, що надав військову силу єпархії у розпорядження папи й у 1510 році уклав п’ятирічний союз між швейцарською конфедерацією та Римською церквою. Проте він став одним із головних постраждалих після поразки швейцарців у битві при Мариньяно 1515 року, у якій сам узяв участь як воїн.
На знак вдячності за підтримку папа Юлій II зробив Шінера кардиналом, а у 1513 році прийняв єпископство під безпосередній контроль Апостольського престолу, що надало сіонським єпископам значну архієпископську владу. Поразка під Мариньяно та деспотичне правління його братів викликали повстання серед підданих Шінера; у 1518 році він був змушений залишити єпархію.

### Реформація
Нові доктрини Реформації не знайшли значної підтримки у Вале, хоча проповідники прибували до кантону з Берн, Цюриха та Базеля. У 1529 році єпископ Адріан I фон Рідматтен (1529–1548), капітул собору та громади зібен цендн уклали союз із католицькими кантонами конфедерації задля збереження та захисту католицької віри від впливу реформатських кантонів.
Завдяки цьому союзу Вале допоміг католикам здобути перемогу над прихильниками Цвінглі у битві при Каппель-ам-Альбіс 1531 року; ця перемога врятувала залишки католицької церкви у Швейцарії. Абати Сен-Моріса так само рішуче протистояли релігійним нововведенням, як і єпископи Адріан I фон Рідматтен, Гільдебранд фон Рідматтен (1565–1604) та Адріан II фон Рідматтен (1604–1613), тож уся територія Вале залишилася офіційно католицькою.
І Адріан II, і його наступник Гільдебранд Йост (1613–1638) знову вступили у суперечку з зібен цендн щодо реалізації світської влади. Ці суперечки були остаточно врегульовані в 1630 році, коли єпископи відмовилися від територіального правління.

### Вплив Французької революції
Світська влада єпископів була припинена внаслідок Французької революції. У 1798 році Вале, після боротьби проти домінування Франції, було включено до складу Гельветійської республіки, а князь-єпископ Йозеф Антон Блаттер (1745–1807) вирушив у вигнання до Новари. За часів панування Наполеона Вале було відокремлено від Швейцарії у 1802 році як Роданська республіка, а у 1810 році було анексовано Францією.

### XIX століття
У 1814 році Вале звільнилося від французького панування, коли територію зайняли війська союзників. У 1815 році воно приєдналося до Швейцарії як один із кантонів. Як часткову компенсацію за втрату світської влади, єпископ отримав почесне місце у кантональній дієті та право на чотири голоси.
Часто виникали суперечки, оскільки конституція кантона 1815 року надавала політичну перевагу Верхньому Вале, попри те, що його населення було меншим за населення Нижнього Вале. Це призвело у 1840 році до громадянської війни з Нижнім Вале, де при владі була партія «Молода Швейцарія», яка виступала проти впливу Церкви. Перемогу здобула прихильна до Церкви партія, і спочатку вплив Церкви на освіту було збережено. Проте після поразки Зондербунду, до якого приєднався Вале, у 1847 році владу захопив радикальний уряд. Нова адміністрація одразу виявила ворожість до Церкви: була проведена секуляризація значної частини церковного майна та вилучені великі суми в єпископа і монастирів.
У 1856 році, коли поміркована партія здобула перемогу на кантональних виборах, розпочалися переговори з єпископом Петер Йозеф фон Пройкс (1843–1875), і було відновлено дружні стосунки між єпархією та кантоном. У 1880 році обидві сторони досягли згоди щодо земель, відібраних у Церкви в 1848 році: ті з них, що не були продані, були повернуті Церкві для початкового використання.

### Сучасна історія
У новітні часи між єпископом і урядом зберігалися доброзичливі стосунки. За конституцією 1907 року, яка проголосила католицьку релігію релігією кантона, було заборонено поєднання духовної та світської влади.

## Бібліотека капітула собору
Бібліотека Сьйона відома насамперед своїми 120 середньовічними кодексами, що датуються від середини IX до кінця XV століття, деякі з них багатозабарвлені, опубліковані Йозефом Лайзібахом і Альбертом Йоргером. Бібліотекою опікувався сакристан капітула канонів собору. Він також відповідав за безпеку скарбниці. З XII століття капітула відповідала за канцелярію єпископа та зберігала архіви; без сумніву, існував скромний скрипторій. Бібліотека поповнювалася пожертвами канонів, а у XV столітті — єпископів: Гійома VI де Раронь (1437–1451), Йоста де Сінен (1482–1496) і, насамперед, Вальтера Суперсаксо (1457–1482), який володів багатою бібліотекою канонічного права.